# 精英號
精英號是一艘香港消防處滅火輪，駐守於中區滅火輪消防局及中區政府碼頭一帶，為維多利亞港及鄰近海域提供消防及救援服務，並且負責海上表演。於2001年年中開始製造，造價達4,850萬港元，於2002年5月投入服務，用以取代葛量洪號。

## 性能
精英號設有3個消防泵，每個可以抽水40,000公升，即3個全開可抽水達120,000公升。輪中裝備有可以運載的減壓室，而且可以貯存80,000公升燃料、21公噸淡水及30,000升泡劑。精英號配備2座遙控主水炮、2座遙控水泡炮及4座人手操控的水泡炮，而且設有6個100毫米口徑及2個70毫米口徑的出水口。而導航儀器方面，輪中裝有2個雷達、全球定位系統及回聲測深儀。其他設備還有1艘6.7米子快艇及潛水員吊籠。精英號可以提供相等於4輛消防車的救火設備，船艙可以載百名乘客，以應付大型事故。船上設有會議室、醫療室及小型廚房等。

## 外部連結
- 一號滅火輪(精英號)